# Bahuwa
Bahuwa es  un pueblo y nagar Panchayat situado en el distrito de Fatehpur en el estado de Uttar Pradesh (India). Su población es de 11031 habitantes (2011). 

## Demografía
Según el  censo de 2011 la población de Bahuwa era de 11031 habitantes, de los cuales 5797 eran hombres y 5234 eran mujeres. Bahuwa tiene una tasa media de alfabetización del 69,67%, superior a la media estatal del 67,68%: la alfabetización masculina es del 77,77%, y la alfabetización femenina del 60,54%.